# Vasum stephanti
Vasum stephanti is een slakkensoort uit de familie van de Turbinellidae. De wetenschappelijke naam van de soort is voor het eerst geldig gepubliceerd in 1988 door Emerson & Sage.